# Tobruk (película)
Tobruk es una película de guerra de 1967 dirigida por Arthur Hiller y protagonizada por Rock Hudson, George Peppard y Nigel Green.

## Argumento
Estamos en la Segunda Guerra Mundial. En septiembre de 1942, el ejército alemán se encuentra a escasos kilómetros de alcanzar el Canal de Suez, lo que significaría, que los alemanes conseguirían obtener así el dominio completo del norte de África. Con el fin de evitarlo, las fuerzas armadas británicas aprueban un plan para destruir los suministros de combustible que los nazis tienen en la ciudad libia de Tobruk. El responsable de la estrategia para esta misión es el oficial canadiense Donald Craig, que es detenido en Argelia por el régimen colaboracionista de Vichy.
El mando británico considera indispensable la participación del mayor Craig para el éxito de la misión, debido a su profundo conocimiento topográfico del Sáhara, por lo que ordena su liberación. Un comando de alemanes judíos que luchan junto a las tropas aliadas consigue rescatar a Craig.

## Reparto
| Actor             | Personaje           |
| ----------------- | ------------------- |
| Rock Hudson       | Mayor Donald Craig  |
| George Peppard    | Capitán Bergman     |
| Nigel Green       | Coronel Harker      |
| Guy Stockwell     | Teniente Stockwell  |
| Jack Watson       | Sargento Mayor Tyne |
| Percy Herbert     | Dolan               |
| Norman Rossington | Alfie Braithwaite   |
| Liam Redmond      | Henry Portman       |

## Recepción
Hoy en día la película ha sido valorada en portales cinematográficos. En el portal IMDb, por ejemplo, con aproximadamente 3700 votos registrados, el filme obtiene una media ponderada de 6,4 sobre 10. En cuanto a Rotten Tomatoes, los más de 250 votos registrados allí le dieron una valoración media de 3,2 de 5. También cabe destacar, que en La Vanguardia el 62 % de los usuarios registrados allí le dan una valoración positiva.